# Rymdfarkost

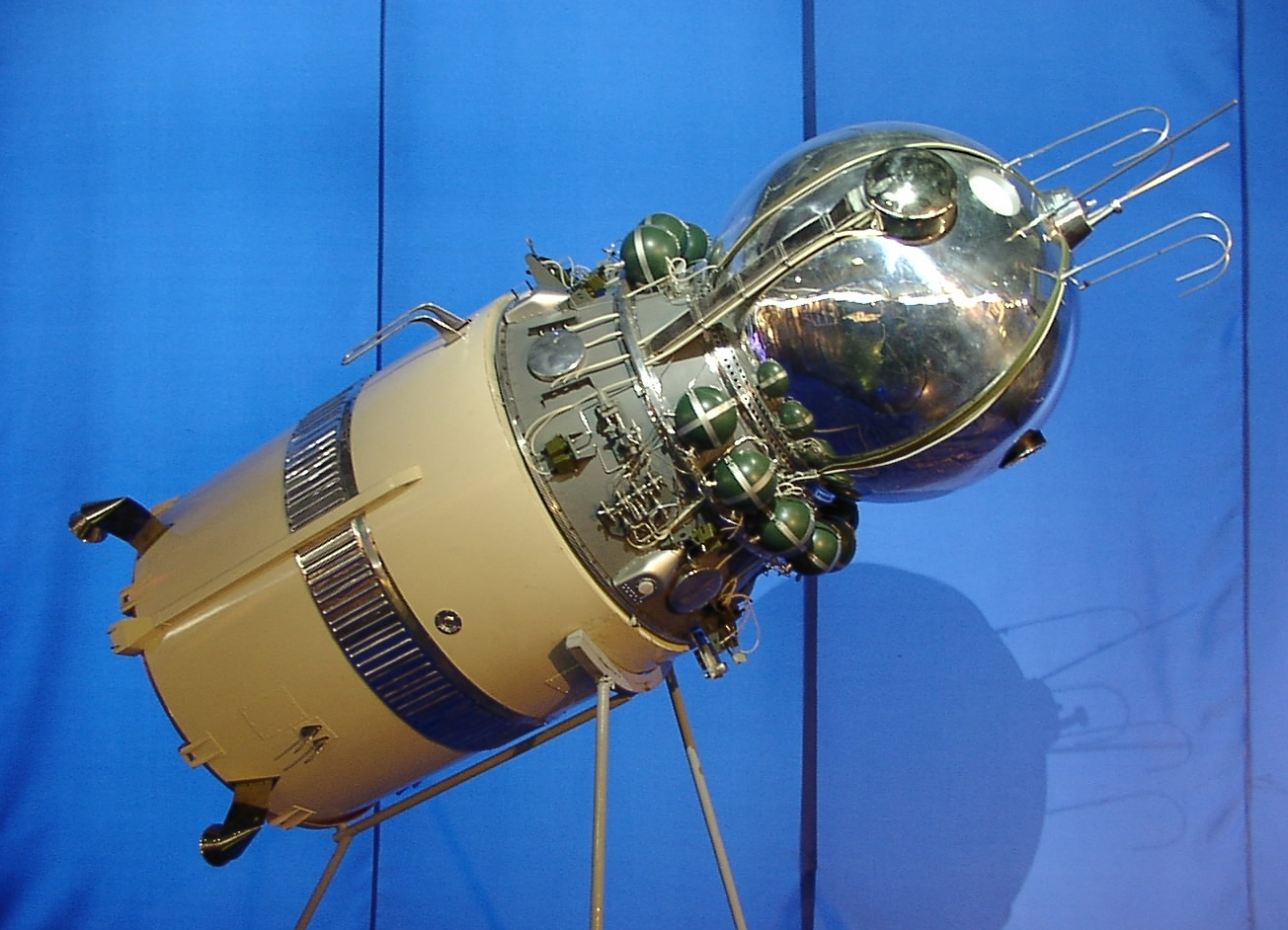
Modell av Vostok, den första rymdfarkosten som lyckades föra ut en människa i rymden.

En rymdfarkost eller ett rymdskepp är en bemannad eller obemannad farkost som färdas i rymden, mellan eller i omloppsbana kring himlakroppar, eller mellan rymdstationer och andra rymdfarkoster. De flesta rymdfarkoster har varit rymdkapslar som passivt faller ner genom atmosfären, medan rymdfärjorna landar som ett flygplan. Det finns också planer på rymdfarkoster som ska använda propulsiv landning, alltså att motorer används för att landsätta farkosten på marken. Än så länge har detta dock endast gjorts med det första steget av farkostens bärraket.

## Rymdfarkosternas utveckling
Den första konstgjorda satelliten i omloppsbana runt jorden var Sputnik 1, som sköts ut av Sovjet den 4 oktober 1957, och låg kvar i bana i flera månader. En månad senare sköt Sovjet iväg Sputnik 2, med hunden Lajka inuti.
Sedan de bemannade rymdfärderna tog fart i början av 1960-talet har farkosterna utvecklats i den takt erövrandet av rymden krävt. I början var det enkla farkoster med små möjligheter att utföra avancerade uppdrag i rymden. En bidragande orsak till utvecklingen var den så kallade rymdkapplöpningen mellan USA och Sovjetunionen som pågick ungefär 1957 till 1975.

### Första generationens rymdfarkoster
Den första generationens rymdfarkoster var inriktade enbart på att föra en människa i omloppsbana runt jorden. Dessa farkoster utgjordes av Mercury från USA och Vostok från Sovjetunionen. Det första lyckade försöket att få en människa i omloppsbana var då ryssen Jurij Gagarin i Vostok 1 den 12 april 1961 genomförde ett varv runt jorden. Bara en knapp månad senare, den 5 maj samma år, lyckades även USA få upp en människa i rymden, dock inte i omloppsbana, då Mercury 3 tillbringade drygt 15 minuter där. I takt med att rymdfärderna inkluderade fler avancerade göromål i rymden så utvecklades även rymdfarkosterna.

### Andra generationens rymdfarkoster
Andra generationens farkoster var avsedd för multibesättning samt kunna genomföra rymdmöten och som dessutom erbjöd möjlighet att genomföra rymdpromenader. Den andra generationens rymdfarkoster utgjordes av Gemini (USA) och Voschod (Sovjetunionen).

### Tredje generationens rymdfarkoster
Tredje generationens rymdfarkoster utvecklades för att liksom andra generationen även inkludera dockningar med andra rymdfarkoster, mestadels rymdstationer. Denna generations farkoster utgjordes av Apollo (USA) och Sojuz (Sovjetunionen).
För Apolloprogrammet var det av vikt att man kunde docka med annan rymdfarkost för att kunna genomföra månlandningarna.
Den kinesiska Shenzhou anses vara av tredje generationens rymdfarkost även om det inte har bekräftats fullt ut av Kina. Den är utvecklade utifrån den sovjetiskbyggda Sojuz-farkosten.

### Fjärde generationens rymdfarkoster
Den fjärde generationens rymdfarkoster är rymdfärjorna som utvecklades både i USA och Sovjetunionen. ESA utvecklade en fjärde generations rymdfarkost under namnet Hermes som nu har avvecklats. Fjärde generationens rymdfarkoster skulle inte bara göra det som den tredje generationen kunde utan även återanvändas för att göra rymdflygningar billigare.

## Science fiction
I verkligheten används oftast termen rymdfarkost. Inom science fiction används även termerna rymdskepp och stjärnfarkost, eller poetiskt goldonder.

### Fotnoter
1. ↑  F.J. Krieger (5 oktober 1957). ”"Announcement of the First Satellite," from Pravada”. NASA. http://history.nasa.gov/sputnik/14.html.